# 四倉町細谷
四倉町細谷（よつくらまち ほそや）は、福島県いわき市の大字である。郵便番号は979-0204。

## 地理
いわき市北東部の四倉地区に属する。北で四倉町狐塚、北東から東にかけ四倉町下仁井田、南で平下神谷、平原高野、西で四倉町大森とそれぞれ隣接する。概ね町村制施行以前の磐城郡細谷村の流れを汲む地域である。二級水系夏井川水系古川、原高野川下流域と横川に囲まれた地域を主な範囲とし、四倉町下仁井田の新舞子浜と松林を挟み太平洋を臨む沿岸部に位置する。全体が平地で水田が広がり、街道沿いや南部を中心に集落が立地する。北部の国道6号沿いには大規模な工場も立地する。内郷御厩町内に所在するいわき中央警察署及び四倉町に所在する平消防署四倉分署がそれぞれ管轄にあたる。

### 主な字
字
- 明神前
- 豊向
- 御殿東
- 蒲沼
- 水俣

- 御殿
- 胎月前
- 菖蒲谷地
- 北江添
- 胎月原

- 日渡
- 小橋前
- 江向
- 細谷前
- 馬場

- 大久保
- 御厩
- 荒町
- 民野町
- 大江下
- 弁天前

### 河川
- 原高野川（二級水系夏井川水系）
- 横川（二級水系夏井川水系）
- 古川（二級水系夏井川水系）

## 歴史
- 1879年1月27日 - 笠間藩領細谷村が福島県内における郡区町村制の施行により磐城郡の村となる[4]。
- 1889年4月1日 - 町村制の施行により細谷村が大森村、狐塚村、名木村、長友村、塩木村、上仁井田村、下仁井田村と合併し、大浦村が発足する。旧細谷村域は大浦村の大字となる。[4]。
- 1896年4月1日 - 磐城郡と周辺郡との合併により石城郡が発足し、石城郡大浦村となる[4]。
- 1955年3月10日 - 大浦村が四ツ倉町、大野村と合併し、四倉町が発足し、四倉町の大字となる[4]。
- 1966年10月1日 - 四倉町が平市・磐城市・常磐市・勿来市・内郷市、石城郡小川町・遠野町・川前村・田人村・好間村・三和村、双葉郡久之浜町・大久村と合併しいわき市となり、いわき市四倉地区の大字となる[4]。

## 世帯数と人口
2023年10月31日現在の世帯数と人口は以下の通りである。
| 大字       | 世帯数  | 人口  |
| ---------- | ------- | ----- |
| 四倉町細谷 | 174世帯 | 515人 |

## 小・中学校の学区
市立小・中学校に通う場合、学区は以下の通りとなる。
| 番地 | 小学校               | 中学校               |
| ---- | -------------------- | -------------------- |
| 全域 | いわき市立大浦小学校 | いわき市立四倉中学校 |

## 交通

### 鉄道
- JR常磐線

### 道路
- 国道6号
- 一級市道下仁井田下神谷線

## 施設
- クリナップ 四倉工場
- クリナップ井上記念体育館
- 西濃運輸 いわき支店
- 南東北クボタ いわき営業所
- 厳島神社